# Црнички Каменик
Црнички Каменик је насељено место у Босни и Херцеговини у општини Крешево. Административно припада Федерацији Босне и Херцеговине, односно њеном Средњобосанском кантону. Према попису становништва из 2013. у насељу је било 106 становника, а већинску популацију чинили су Хрвати и Бошњаци.

## Становништво
По последњем службеном попису становништва из 2013. године у овом насељу живело је 106 становника, а село је било етнички хетерогено са већинском бошњачко-хрватском популацијом.
| Националност | 2013. | 1991.       | 1981.        | 1971.        |
| Бошњаци      | —     | 81 (51,59%) | 63 (37,28%)  | 62 (34,83%)  |
| Хрвати       | —     | 69 (43,95%) | 106 (62,72%) | 115 (64,61%) |
| Срби         | —     | 0           | 0            | 1 (0,56%)    |
| Југословени  | —     | 5 (3,18%)   | 0            | 0            |
| остали       | —     | 2 (1,27%)   | 0            | 0            |
| Укупно       | 106   | 157         | 169          | 178          |